# Fiat Croma
Fiat Croma je název používaný pro dva automobily vyráběné italskou automobilkou Fiat. První model se vyráběl v letech 1985–1996 a řadil se mezi velké rodinné vozy, druhý se vyráběl mezi roky 2005 a 2011 a po ukončení výroby byl nahrazen modelem Freemont.

## Fiat Croma I
Fiat Croma je pětidveřový liftback od Giugiara, nástupce Fiatu Argenta a předchůdce Fiatu Croma druhé generace. Výroba probíhala v letech 1986 až 1996. Platformu sdílí s vozy Lancia Thema, Alfa Romeo 164 a Saab 9000.

### Motory
V roce 1986 Fiat Croma jako první osobní auto vyjela s dieselovým motorem s přímým vstřikem.

#### Benzin
| Model           | Motor       | Objem motoru | Výkon |
| --------------- | ----------- | ------------ | ----- |
| 1600            | I4 OHC 8V   | 1585 cm³     | 83 k  |
| 2000 CHT        | I4 OHC 8V   | 1995 cm³     | 90 k  |
| 2000 CHT        | I4 OHC 8V   | 1995 cm³     | 101 k |
| 2000 i.e.       | I4 OHC 8V   | 1995 cm³     | 113 k |
| 2000 i.e.       | I4 OHC 8V   | 1995 cm³     | 116 k |
| 2000 i.e.       | I4 OHC 8V   | 1995 cm³     | 120 k |
| 2000 i.e. 16V   | I4 DOHC 16V | 1995 cm³     | 137 k |
| 2000 i.e. Turbo | I4 OHC 8V   | 1995 cm³     | 150 k |
| 2500            | V6 DOHC 12V | 2492cm³      | 160 k |

#### Diesel
| Model             | Motor     | Objem motoru | Výkon |
| ----------------- | --------- | ------------ | ----- |
| 1900 Turbo D i.d. | I4 OHC 8V | 1929cm³      | 92k   |
| 2500 D            | I4 OHC 8V | 2499cm³      | 75k   |
| 2500 TD           | I4 OHC 8V | 2499cm³      | 101k  |
| 2500 TD           | I4 OHC 8V | 2499cm³      | 116k  |
| 2500 TDC          | I4 OHC 8V | 2499cm³      | 105k  |

## Fiat Croma II (Nuova Croma)
Fiat Croma je italský automobil střední třídy, vyráběný v letech 2005–2011. Vyráběl se v jediném provedení kombi. Faceliftovaná Croma vypadá trochu jako Fiat Bravo.

### Historie
- 2005 Uvedení druhé generace Fiatu Croma.
- 2007 Facelift Cromy, příď z Brava

### Design
Přídi po faceliftu z roku 2007 vévodí mohutná přední maska,větší světlomety než před faceliftem a klenutá kapota, zádi do šířky protáhlé světlomety a zakulacené dveře zavazadelníku. Croma je na střední třídu docela vysoká.

### Bezpečnost
Croma má ve standardní výbavě 7 airbagů mezi nimi i kolenní airbag řidiče. Součástí standardní výbavy je ABS.
Na Euro NCAP dostala Croma 5 hvězdiček.

### Motory
Benzin
| Model       | Motor       | Objem motoru | Výkon             | Točivý moment       |
| ----------- | ----------- | ------------ | ----------------- | ------------------- |
| 1,8 MPI 16V | I4 DOHC 16V | 1796 cm³     | 140k @6300 ot/min | 175 Nm @3800 ot/min |
| 2,2 MPI 16V | I4 DOHC 16V | 2198 cm³     | 147k @5800 ot/min | 203 Nm @4000 ot/min |

Diesel
| Model                | Motor       | Objem motoru | Výkon             | Točivý moment       |
| -------------------- | ----------- | ------------ | ----------------- | ------------------- |
| 1,9 MultiJet 8V JTD  | I4 OHC 8V   | 1910 cm³     | 120k @4000 ot/min | 280 Nm @2000 ot/min |
| 1,9 MultiJet 16V JTD | I4 DOHC 16V | 1910 cm³     | 150k @4000 ot/min | 320 Nm @2000 ot/min |
| 2,4 MultiJet 20V JTD | I5 DOHC 20V | 2387 cm³     | 200k @4000 ot/min | 400 Nm @2000 ot/min |